# اجیدیو پرمیانی
اجیدیو پرمیانی (ایتالیایی: Egidio Premiani; ۱۶ فوریهٔ ۱۹۰۹ – ۱ ژانویهٔ ۲۰۰۲) بازیکن بسکتبال اهل ایتالیا بود.
از باشگاه‌هایی که در آن بازی کرده‌است می‌توان به باشگاه بسکتبال تریسته اشاره کرد.